# Houille
Houille – rzeka we Francji, przepływająca przez teren departamentu Ardeny, o długości 25 km. Stanowi dopływ rzeki Moza.